# Heterospingus xanthopygius
Heterospingus xanthopygius là một loài chim trong họ Thraupidae.